# Knute Rockne
Knute Kenneth Rockne - (født Knut Larsen Rokne den 4. marts 1888 i Voss, Hordaland i Norge, død 31. marts 1931 i Bazaar, Kansas) - var en norsk-amerikansk udøver af og træner inden for amerikansk fodbold.
Knute Rockne var søn af smed og vognmager Lars Knutson Rokne (1858–1912) og Martha Pedersdatter Gjermo (1859–1944), og allerede som 5-årig emigrerede han sammen med sin familie til Chicago i Illinois, USA. 
Efter afslutningen af high-school og et speciale som farmaceut fra University of Notre Dame arbejdede han gennem en periode som laboratorieassistent hos Julius Arthur Nieuwland ved universitetets kemiinstitut, hvor han ændrede sin oprindelige beslutning om at gennemføre en underviser- og professoruddannelse inden for kemi og i stedet tog imod et tilbud om at blive assistenttræner for Universitets lokale amerikanske fodboldhold (Notre Dame Fighting Irish football team), hvor han selv var en succesrig spiller.
Rockne var ansvarlig cheftræner for universitetsmandskabet The Fighting Irish fra University of Notre Dame i South Bend, Indiana fra 1918 til 1930, og i denne periode vandt holdet i alt 88,1% af sine kampe, en sejrsprocent som aldrig er overgået. Gennem de 13 år med Rockne som cheftræner vandt holdet 105 kampe, mens de tabte 12 og spillede 5 kampe uafgjort. Gennem denne periode vandt holdet seks nationale mesterskaber og var ubesejret gennem fem sæsoner. 
Knute Rockne samarbejdede i en periode fra 1928 med bilfabrikanten Studebaker, hovedsagelig indenfor salg og markedsføring, og i begyndelsen af 1931 markedsførte Studebaker en bil med navnet Rockne.
Rockne omkom i en flyulykke nær Bazaar i Kansas undervejs til indspilning af filmen The Spirit of Notre Dame. Han ligger begravet på Highland Cemetery i South Bend, Indiana